# Сан Пјетро (Римини)
Сан Пјетро је насеље у Италији у округу Римини, региону Емилија-Ромања.
Према процени из 2011. у насељу је живело 148 становника. Насеље се налази на надморској висини од 167 м.